# Literna laeviuscula
Literna laeviuscula är en insektsart som beskrevs av Carl Stål 1866. Literna laeviuscula ingår i släktet Literna och familjen spottstritar.
Artens utbredningsområde är Madagaskar. Inga underarter finns listade i Catalogue of Life.